# The Manhattan Transfer
I Manhattan Transfer sono un gruppo vocale statunitense fondato nel 1969 da Tim Hauser e Laurel Massé.
Dal 1998 fanno parte della Vocal Group Hall of Fame.

## Carriera
Il nome del gruppo deriva dal titolo del romanzo Manhattan Transfer pubblicato nel 1925 dallo scrittore statunitense John Dos Passos e dedicato alla New York degli anni venti, durante la cosiddetta era del jazz.
Il primo album del gruppo, del 1971, si intitolò Jukin’' e fu un discreto successo. Qualche settimana dopo, Hauser incontrò ad un party la cantante Janis Siegel e, sebbene lei facesse già parte di un altro gruppo musicale, la convinse ad entrare a far parte del suo.
Dopo qualche tempo, Hauser conobbe il talento artistico di Alan Paul, in quel periodo tra i protagonisti a Broadway del celebre musical Grease. La band inizialmente si occupò prevalentemente di riproporre classici del jazz degli anni 40. La loro cover del 1977 di Chanson d'amour, arrivò al primo posto per tre settimane nel Regno Unito e per due settimane in Norvegia.
La scalata al successo iniziò con l'album del 1975 The Manhattan Transfer, anche se fu un successo soprattutto europeo. I successivi Coming Out (1976), Pastiche (1978) e The Manhattan Transfer Live (1978) ottennero ancora un buon successo. Nel 1978 Laurel Massè ebbe un gravissimo incidente stradale e decise di lasciare il gruppo (successivamente avrebbe ricominciato a cantare, ottenendo un buon successo da solista). La Massè fu sostituita dalla voce di Cheryl Bentyne (1954), di Seattle.
Nel 1979, con l'album Extension, il gruppo raggiunse il definitivo successo, ribadito dal successivo Mecca for Moderns del 1981. Un approccio più jazzistico si rivelò in Bodies and Souls del 1983 e fu ancora più marcato nei due lavori successivi, Vocalese e Bop Doo Wopp del 1985. Vocalese fu candidato ai Grammy Awards in ben 12 categorie, primato superato solo da Thriller di Michael Jackson.
Del 1987 fu l'album Brasil che ebbe un successo mondiale di grande rilevanza. Nel 1992, il gruppo tentò una revisione del proprio stile con l'album The Offbeat of Avenues. Sono seguiti, poi, numerosi album live, raccolte ed alcuni successi come Tonin' del 1995, Swing del 1997 e, soprattutto, Vibrate del 2004.
Il 16 ottobre 2014 il fondatore Tim Hauser muore per arresto cardiaco. Al suo posto di basso e baritono si esibisce quindi Trist Curless, che aveva sostituito Hauser già nel 2013 fino ai primi mesi dell'anno successivo.
Nel 2018 esce il nuovo album The Junction prodotto da Merv Warren.

## Discografia

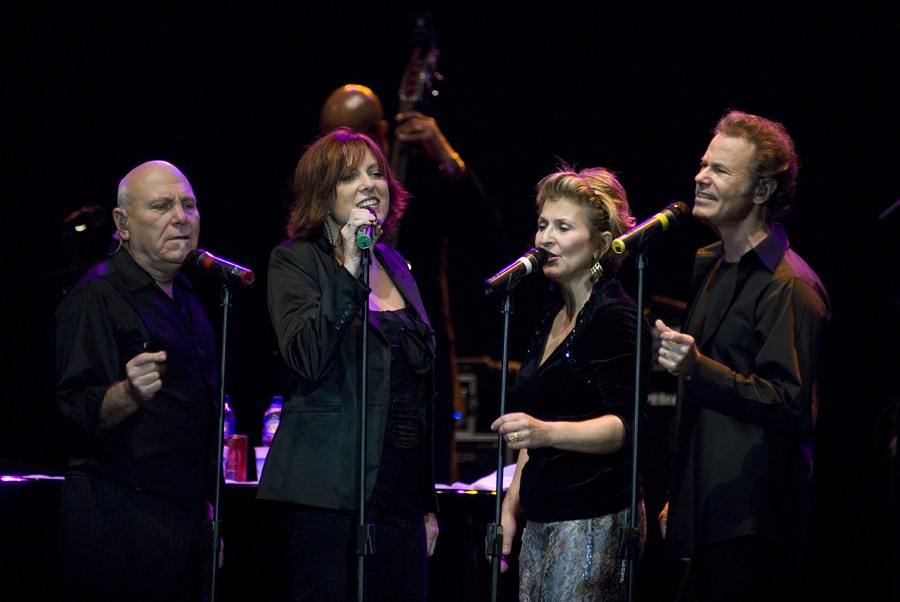
I Manhattan Transfer dal vivo al Java Jazz Festival del 2008. Da sinistra: Tim Hauser, Cheryl Bentyne, Janis Siegel e Alan Paul

### Album in studio
- 1971 – The Manhattan Transfer and Gene Pistilli, Jukin', Capitol Records, (realizzato con la prima formazione del gruppo)
- 1975 – The Manhattan Transfer, Atlantic Records
- 1976 – Coming Out, Atlantic Records
- 1978 – Pastiche, Atlantic Records
- 1979 – Extensions, Atlantic Records
- 1981 – Mecca for Moderns, Atlantic Records
- 1983 – Bodies and Souls, Atlantic Records
- 1984 – Bop Doo-Wopp, Atlantic Records
- 1985 – Vocalese, Atlantic Records
- 1987 – Brasil, Atlantic Records
- 1991 – The Offbeat of Avenues, Columbia Records
- 1992 – The Christmas Album, Columbia Records
- 1994 – The Manhattan Transfer Meets Tubby the Tuba, Atlantic Records
- 1995 – Tonin', Atlantic Records
- 1997 – Swing, Atlantic Records
- 2000 – The Spirit of St. Louis, Atlantic Records
- 2004 – Vibrate, Telarc
- 2004 – An Acapella Christmas, King Records
- 2006 – The Symphony Sessions, King Records
- 2009 – The Chick Corea Songbook, Four Quarters Entertainment
- 2018 – The Junktion, BMG
- 2022 – Fifty, Craft Recordings Concord

### Album dal vivo
- 1978 – The Manhattan Transfer Live, Atlantic Records
- 1987 – The Manhattan Transfer Live, Atlantic Records
- 1996 – Man-Tora! Live in Tokyo, Rhino Records
- 2003 – Couldn't Be Hotter, Telarc

### Raccolte
- 1981 – The Best of The Manhattan Transfer, Atlantic Records
- 1988 – The Best of The Manhattan Transfer, WEA Italiana, Italia
- 1992 – Anthology: Down in Birdland (doppio), Atlantic Records Rhino Records
- 1994 – The Very Best of The Manhattan Transfer, Atlantic Records
- 1997 – Boy From New York City and Other Hits, Rhino Flashback
- 2003 – The Definitive Pop Collection, Rhino Records